# Bitwa nad rzeką Tałas
Bitwa nad rzeką Tałas – bitwa, która rozegrała się nad rzeką Tałas, na dzisiejszym pograniczu kazachsko-kirgiskim, w 751 roku n.e. między siłami arabskimi i ich lokalnymi sojusznikami z Samarkandy oraz Fergany a armią chińską i Karłukami. Klęska chińska przyczyniła się (choć nie była czynnikiem decydującym) do wycofania się Chin z Azji środkowej na następne 1000 lat i islamizacji tych terenów.

## Tło konfliktu
W drugiej połowie VII w. imperium tybetańskie uzyskało silne wpływy na obszarze między Pamirem i Karakorum (okolice dzisiejszego Gilgitu w Pakistanie), co zagroziło protektoratom chińskiej dynastii Tang w południowej części Kotliny Kaszgarskiej. Tybetańczycy, sprzymierzywszy się z ludami tureckimi zdobyli Kaszgar i Hoten, co zmusiło Chińczyków do wycofania się do Turfanu; de facto utracili oni kontrolę nad szlakiem jedwabnym. Z końcem VII w. Tangowie odzyskali dzisiejszy południowy Xinjiang, ale zagrożenie ze strony Tybetańczyków i Turkutów uniemożliwiło im interwencje na zachód od Pamiru, gdzie wojska arabskie nacierały na Baktrię, Sogdianę i Ferganę.
W drugiej dekadzie VIII w. zachodni Turkuci, zjednoczeni pod wodzą plemienia Türgeszów, rozpoczęli ataki na obszary na południe od Tienszanu, oblegając m.in. Turfan i Kuqę; równolegle Tybetańczycy naciskali na Pamir, ostatecznie podbijając go w 736 roku. Jednocześnie jednak Tangowie rozpoczęli wzmacnianie swych sił w kotlinach Kaszgarskiej i Dżungarskiej.

## Walki w latach 740. i 750.
W 744 roku koreański generał w służbie chińskiej, Gao Xianzhi (kor. Go Seonji) zdecydowanie pobił Türgeszów i przejął kontrolę nad doliną Ili i okolicami jeziora Issyk-kul – umożliwiając tym samym ruch chińskich oddziałów i przejmując dochody z handlu na szlakach handlowych wokół Tienszanu. Następnie skierował się na południe i w 750 roku wyparł Tybetańczyków z Pamiru. W tym samym czasie wybuchła wojna między królestwami Fergany i Czaczu (Szaszu, dzisiejszy Taszkent). To ostatnie sprzymierzyło się z Türgeszami, więc Fergana zwróciła się o pomoc do Tangów i uzyskawszy ją, zwyciężyła, a chińskie wojska, mimo przyjęcia kapitulacji przez Gao, splądrowały Czacz i uprowadziły króla do Chang’anu, gdzie został stracony. Następca tronu zbiegł do Samarkandy i poprosił o pomoc znajdujące się tam wojska arabskie.

## Bitwa
Abbasydzki gubernator Samarkandy, Zijad ibn Salih zgromadził znaczną armię i ruszył na pomoc. Gao Xianzhi, sprzymierzywszy się z turkuckim plemieniem Karłuków, wyszedł mu naprzeciw, mając łącznie ok. 30 tys. żołnierzy. Do starcia doszło nad rzeką Tałas w pobliżu miejscowości Atłach. W kluczowym momencie karłuccy sprzymierzeńcy przeszli na stronę arabską: armia chińska poniosła całkowitą klęskę, niedobitki uciekły na zachód. 

## Konsekwencje
Sama bitwa, jedyne w historii starcie armii chińskich i arabskich, nie była aż tak decydująca, jak ją się czasem opisuje. Arabowie nie kontynuowali ekspansji do Kotliny Kaszgarskiej, prawdopodobnie ze względu na niestabilną sytuację wewnątrz kalifatu, związaną z obaleniem Umajjadów przez Abbasydów. Decydujące były wydarzenia w samych Chinach: w tym samym 751 roku poważną klęskę Tangom zadały wojska Nanzhao na południu, a na północy Kitanowie pobili armię generała An Lushana. Ten ostatni cztery lata później wywołał wielką rebelię, którą stłumiono dopiero w 763 roku za pomocą Ujgurów. Spowodowała ona wycofanie wszystkich oddziałów z Xinjiangu do Chin właściwych. Kotliny Kaszgarską i Dżungarską podzielili między siebie Ujgurzy, Tybetańczycy i Karłucy, a chińskie wpływy nie sięgnęły ponownie poza Dunhuang aż do XVIII w., czasów dynastii Qing.
Wycofanie się Chińczyków z Azji Środkowej spowodowało powolną islamizację tych terenów; około XI w. ludy irańskie i centroazjatyckie były już w większości muzułmańskie. Tradycyjnie wiązano też bitwę nad Tałas z przejęciem przez Arabów od chińskich jeńców technologii wytwarzania papieru, niemniej był on eksportowany do Sogdiany już w III w. n.e., więc jego rozpowszechnienie się w krajach arabskich nie musi być bezpośrednio związane ze zwycięstwem z 751 roku. Niemniej jeńcy chińscy trafili nawet do Bagdadu, stolicy kalifatu Abbasydów, a jeden z nich, Du Huan, po jedenastu latach powrócił do Chin i opisał swoje podróże (zachowały się tylko fragmenty w historii autorstwa jego brata, Du You).